# Mariano Graziadei
Mariano Graziadei (oder Gratiadei, bekannt als Mariano da Pescia) (* ca. 1500 in Pescia; † ca. 1530) war ein italienischer Maler.

## Leben

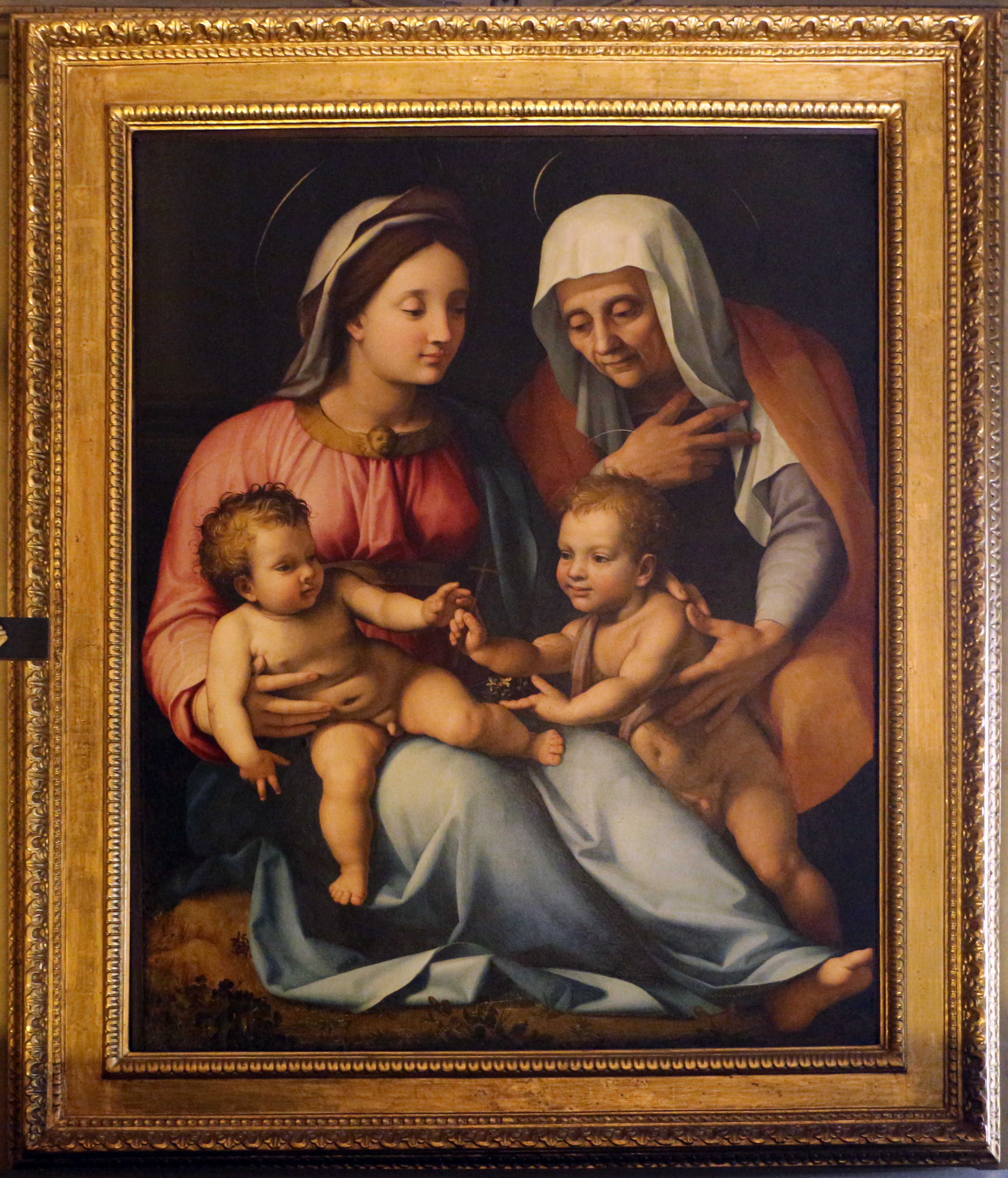
Madonna mit Kind, Hl. Johannes und Hl. Elisabeth, Palazzo Vecchio, Florenz

Der Sohn von Graziadeo, der ebenfalls Maler war, begann sein Kunststudium in Florenz, wo er in die Schule von Ridolfo Ghirlandaio eintrat. Luigi Crespi bezeichnete ihn als „hervorragenden Lehrer der Malerei“. Als Ridolfo Ghirlandaio die Cappella dei Priori im Palazzo Vecchio fertigstellte, beauftragte er seinen Schüler mit dem Altarbild Jungfrau mit Kind, Hl. Johannes u. Hl. Elisabeth. Im Auftrag von Carlo Ginori schuf er für die Außenwände seines Palastes ein Chiaroscuro-Gemälde, das heute nicht mehr vorhanden ist. Eine ihm zugeschriebene Madonna mit Kind befindet sich in der Royal Collection. Eine von ihm gemalte Heilige Familie befindet sich in den Uffizien. Er starb mit Anfang dreißig.